# Cornillon-en-Trièves
Cornillon-en-Trièves település Franciaországban, Isère megyében. Lakosainak száma 169 fő (2022. január 1.). Cornillon-en-Trièves Lavars, Mayres-Savel, Mens, Le Percy, Prébois és Saint-Jean-d’Hérans községekkel határos.

## Népesség
A település népességének változása:
| Lakosok száma | 128  | 142  | 142  | 162  | 170  | 169  | 165  | 163  | 162  | 169  |
|               | 1968 | 1982 | 1990 | 2006 | 2013 | 2015 | 2017 | 2019 | 2020 | 2022 |